# 13114 Isabelgodin
13114 Isabelgodin (tên chỉ định: 1993 SU4) là một tiểu hành tinh vành đai chính. Nó được phát hiện bởi Eric Walter Elst ở Caussols, Alpes-Maritimes, Pháp, ngày 19 tháng 9 năm 1993. Nó được đặt theo tên Isabel Godin des Odonais, an 18th-century French woman who traveled through South America for over twenty năm to be reunited with her husband, Jean.